# Menjagrà de collar
El menjagrà de collar (Sporophila collaris) és un ocell de la família dels tràupids (Thraupidae).

## Hàbitat i distribució
Habita matolls humids,zones amb males herbes vorejant llacunes de les terres baixes del nord i est de Bolívia, est del Brasil, Paraguai, Uruguai i nord de l'Argentina.